# بازهای کاکل‌دار
بازهای کاکل‌دار (نام علمی: Lophospiza) یک سرده از پرندگان شکاری آسیایی از تیرهٔ بازان (Accipitridae) است. این تنها سرده در زیرتیرهٔ بازیان کاکل‌دار (Lophospizinae) است. دو گونه قرار گرفته در این سرده در گذشته در سردهٔ بازها (Accipiter) قرار می‌گرفتند.
این سرده دارای دو گونه است:
- شهباز کاکل‌دار Lophospiza trivirgata
- شهباز سولاوسی Lophospiza griseiceps

هر دو گونه در گذشته در سردهٔ بازها (Accipiter) طبقه‌بندی می‌شدند، اما مطالعات تبارزایی مولکولی نشان داد که Accipiter چندتبار است. در بازآرایی برای ایجاد سردهٔ تک‌تباری، این دو گونه به سردهٔ زنده‌شده Lophospiza منتقل شدند.